# Polig (la Baronia de Rialb)
Polig és un poble del municipi de la Baronia de Rialb, al Segre Mitjà.

## Descripció i situació
El poble de Polig, un dels llocs antics de la baronia, que guarda encara una antiga torre del castell o fortalesa de Polig, és en un altiplà entre els rius Rialb i Segre, a un km a llevant de la Torre de Rialb. És un petit agrupament de cases que té encara alguns habitants, amb una església tardana d'estil clàssic rural dedicada a Sant Josep a la plaça del mateix nom. Aquest lloc, juntament amb el de la Serra de Rialb, damunt Gualter i dominant la vall del Segre, formaven amb la Torre el centre de l'antiga baronia jurisdiccional. Seguint la carretera que passa per Polig i es dirigeix a l'est del municipi, prop del Mas Soler, s'hi emplaça l'ermita de Sant Pere del Soler. Té diversos edificis destacats, com la casa pairal de Cal Capell.
Pel que fa a les comunicacions, s'hi pot accedir des de la carretera C-1412b que surt de Ponts cap a Tremp, la qual es bifurca al punt quilomètric 12,5 en direcció al municipi alturgellenc de Peramola. Després de creuar el pont de la Torre que travessa el pantà de Rialb, es voreja la Torre per la Costa de Sòls de Riu i els Plans de Polig i, finalment, s'arriba a l'entrada de la població, en l'indret conegut com Les Alzineretes.

## Llocs d'interès
- Ermites romàniques de Sant Pere del Soler i de Sant Pere de Vilamonera (s. xi).
- Capella de Sant Josep, d'estil clàssic rural (s. xx).

## Festes locals
- Festa Major: el diumenge següent a la Festivitat de l'Ascensió, durant la primavera.